# Маринер
Маринер програм покренула је Америчка свемирска агеницја НАСА. Програм се састојао из низа роботизованих летелица дизајнираних да истражују Марс, Венеру и Меркур, три најближе планете Сунцу. Мисије Маринера су трајале од 1962. до 1973. године и биле веома успешне. У току ових мисија добијене су прве детаљне слике других планета, први улазак у орбиту друге планете и први пут да се користила Гравитационо поље планете за убрзавање и усперавање летелице.
Од 10 летелица, 7 је било успешно а 3 су изгубљене. Планиране су и Маринер 11 и Маринер 12 али су њихове скице ипак предате за израду Војаџер 1 и Војаџер 2 летелица из Војаџер програма. Скице Маринера 9 коришћене су у изради Викинг 1 и Викинг 2 орбитера, такође коришћених за истраживање Марса. Галилео орбитер који истражује Јупитер и Касини-Хајгенс који сада орбитира око Сатурна такође су креиране по Маринер летелицама.
Цео програм од 10 летелица процењен је да је коштао преко 554 милиона америчких долара.

## Грађа
Све летелице биле су хексагоналног облика где се у централном делу налазила сва електроника. Летелице су поседовале редове антена, камера, мотора и извора енергије. После Маринера 2 све наредне летелице из овог програма напајале су се Сунчевом енергијом и користили 4 соларна панела (осим Маринера 10 који је имао 2 панела). Маринер 2 није се пунио користећи соларну енергију јер је дизајниран по лику лунарне летелице Рејнџер која је радила на ограничене батерије. Касније се то испоставило веома непрактично.
Првих пет летелица лансиране су на Atlas-Agenа ракетама, док су последњих 5 користиле бољу верзију, Atlas-Centaur.
- Маринер 2
- Маринер 3 и 4
- Маринер 6 и 7
- Маринер 9
- Маринер 10